# Banloc (gmina)
Gmina Banloc (/Banlok/) – gmina w okręgu Temesz, w Rumunii, składająca się ze wsi: Banloc, Ofsenița, Partoș i Soca.